# Ulaangom
Ulaangom (en mongol: Улаангом, Vall Vermella) és la capital de l'aimag d'Uvs de Mongòlia. Es troba a 26 km al sud-oest del llac Uvs Nuur i a la falda de la muntanya Kharkhiraa, 120 km al sud de la frontera amb Rússia.

## Descripció
Té 26.319 habitants (cens del 2000), o sigui, el 28,9% de la població total de l'aimag d'Uvs. Es troba a 931 metres d'altitud

## Cultura
Compta amb monuments erigits en l'època comunista com el de Yumjaagiin Tsedenbal, qui va néixer a la província d'Uvs i dirigí Mongòlia durant 40 anys. Hi ha una branca de la universitat i escoles secundàries.

## Història
Ulaangom es creu que va ser fundada l'any 1686. Ja al segle xvii hi havia plantacions de cereals a la seva zona.

## Clima
Ulaangom té un clima semiàrid en la classificació de Köppen es troba amb BSk, els hiverns són molt llargs i freds i els estius són curts i càlids. La pluviometria anual és baixa amb només 130 litres. Ulaangom és un dels llocs més freds de Mongòlia, pot arribar a -50 °C o menys a l'hivern i a +43 °C o més a l'estiu.
| Dades climàtiques a Ulaangom               | Dades climàtiques a Ulaangom | Dades climàtiques a Ulaangom | Dades climàtiques a Ulaangom | Dades climàtiques a Ulaangom | Dades climàtiques a Ulaangom | Dades climàtiques a Ulaangom | Dades climàtiques a Ulaangom | Dades climàtiques a Ulaangom | Dades climàtiques a Ulaangom | Dades climàtiques a Ulaangom | Dades climàtiques a Ulaangom | Dades climàtiques a Ulaangom | Dades climàtiques a Ulaangom |
| Mes                                        | gen                          | febr                         | març                         | abr                          | maig                         | juny                         | jul                          | ag                           | set                          | oct                          | nov                          | des                          | anual                        |
| ------------------------------------------ | ---------------------------- | ---------------------------- | ---------------------------- | ---------------------------- | ---------------------------- | ---------------------------- | ---------------------------- | ---------------------------- | ---------------------------- | ---------------------------- | ---------------------------- | ---------------------------- | ---------------------------- |
| Màxima rècord °C (°F)                      | −12.0 (10.4)                 | −6.2 (20.8)                  | 8.7 (47.7)                   | 28.0 (82.4)                  | 35.9 (96.6)                  | 33.9 (93)                    | 33.7 (92.7)                  | 36.4 (97.5)                  | 30.0 (86)                    | 24.6 (76.3)                  | 8.2 (46.8)                   | −0.5 (31.1)                  | 36.4 (97.5)                  |
| Màxima mitjana °C (°F)                     | −26.0 (−14.8)                | −23.4 (−10.1)                | −11.6 (11.1)                 | 6.5 (43.7)                   | 19.0 (66.2)                  | 24.5 (76.1)                  | 25.4 (77.7)                  | 23.3 (73.9)                  | 17.3 (63.1)                  | 7.2 (45)                     | −5.8 (21.6)                  | −21.2 (−6.2)                 | 2.93 (37.28)                 |
| Mitjana diària °C (°F)                     | −32.1 (−25.8)                | −29.8 (−21.6)                | −18.5 (−1.3)                 | 0.2 (32.4)                   | 11.4 (52.5)                  | 17.5 (63.5)                  | 18.9 (66)                    | 16.6 (61.9)                  | 10.0 (50)                    | 0.4 (32.7)                   | −10.5 (13.1)                 | −25.5 (−13.9)                | −3.45 (25.79)                |
| Mínima mitjana °C (°F)                     | −36.6 (−33.9)                | −35.4 (−31.7)                | −24.9 (−12.8)                | −6.0 (21.2)                  | 3.7 (38.7)                   | 10.1 (50.2)                  | 12.2 (54)                    | 9.7 (49.5)                   | 3.3 (37.9)                   | −5.4 (22.3)                  | −15.6 (3.9)                  | −30.6 (−23.1)                | −9.62 (14.68)                |
| Mínima rècord °C (°F)                      | −49.6 (−57.3)                | −47.7 (−53.9)                | −47.7 (−53.9)                | −24.7 (−12.5)                | −8.3 (17.1)                  | −3.1 (26.4)                  | 0.4 (32.7)                   | 0.2 (32.4)                   | −8.7 (16.3)                  | −22.5 (−8.5)                 | −35.3 (−31.5)                | −45.2 (−49.4)                | −49.6 (−57.3)                |
| Precipitació mitjana mm (polzades)         | 1.8 (0.071)                  | 1.8 (0.071)                  | 3.4 (0.134)                  | 3.9 (0.154)                  | 6.3 (0.248)                  | 26.2 (1.031)                 | 35.0 (1.378)                 | 22.8 (0.898)                 | 13.4 (0.528)                 | 4.6 (0.181)                  | 6.8 (0.268)                  | 4.0 (0.157)                  | 130 (5.119)                  |
| Mitjana de dies de precipitació (≥ 1.0 mm) | 0.5                          | 0.6                          | 1.2                          | 1.1                          | 1.5                          | 4.4                          | 7.2                          | 4.0                          | 2.4                          | 1.0                          | 1.8                          | 1.0                          | 26.7                         |
| Mitjana mensual d'hores de sol             | 135.0                        | 158.4                        | 233.9                        | 260.4                        | 313.4                        | 318.9                        | 307.4                        | 297.2                        | 250.4                        | 195.9                        | 100.5                        | 103.6                        | 2.675                        |
| Font: NOAA (1961-1990)                     |                              |                              |                              |                              |                              |                              |                              |                              |                              |                              |                              |                              |                              |